# جیمز اوکلی
جیمز اوکلی (انگلیسی: James Oakley؛ زادهٔ) کارگردان فیلم، تهیه‌کننده، نویسنده اهل ایالات متحده آمریکا است. از آثار او می‌توان به «فریبکاری ادامه دارد» اشاره کرد.